# Ducati 400 Monster
La 400 Monster est une motocyclette de la gamme du constructeur italien Ducati.
La M400, comme la 400 SS, a été conçue principalement pour satisfaire aux exigences du marché japonais, où les cylindrées moyennes bénéficient d'une taxe beaucoup moins importante que les grosses machines. Néanmoins, quelques modèles ont été vendus dans le marché intérieur italien. Elle apparait en 1995 et est produite jusqu'en 2005.

## Description
Comme toutes les Ducati Monster, elle utilise un moteur bicylindre en V à 90°, quatre temps. Il est ici refroidi par air. Il développe 43 ch à 10 500 tr/min pour un couple de 3,4 mkg à 7 500 tr/min.
Elle utilise des carburateurs Mikuni semblables à ceux de la M900, et, depuis 2002, une alimentation par injection électronique Magneti Marelli ∅ 45 mm.
Le cadre est un classique treillis tubulaire.
Le freinage est confié à Brembo, avec, à l'avant, deux disques de 320 mm de diamètre, pincés par des étriers à quatre pistons. L'arrière se contente d'un unique disque de 245 mm et un étrier double piston.
La version distribuée au Japon dispose de deux disques de frein à l'avant, alors que les italiens se contentent d'un simple disque. De même, les modèles rejoignant le pays du soleil levant ont un réservoir de plus grande capacité : 15 litres dont 3,5 litres de réserve.